# عماد الخرسان
عماد الخرسان، هو سياسي عراقي وأمين عام مجلس الوزراء العراقي منذ أكتوبر 2015م. يحمل الجنسية الأمريكية، دخل إلى بغداد عام 2003م، بعد تكليفه من قبل الحكومة الأمريكية بتولي هيئة إعادة إعمار العراق، وكان يرتبط ارتباطاً مباشراً بجاي غارنر، ثم لاحقاً مع بول بريمر.
ورد اسم عماد الخرسان في تسريبات أفادت عن اتفاق خليجي على تنصيبه رئيساً جديداً للوزراء للعراق خلفاً للعبادي، بالنظر إلى قربه من السيستاني، وأهوائه الليبرالية.

## حياته
ينحدر الخرسان من عائلة زاخرة بآيات الله، وتعد أقدم عائلة من السادة الأشراف التي تسكن النجف الاشرف وأكثرها حظوه وقوة،  لكنه يعد ليبرالياً ذو توجهات يسارية، حسب على الشيوعيين في زمن المعارضة، وهو مهندس، هاجر إلى الولايات المتحدة في فترة حكم نظام صدام،في أوائل الثمانينات
وعاد منها رئيساً لمجلس إعمار العراق، أو ما يعتبر الرجل الأقوى في العراق بعد بريمر آنذاك وخاصة بعلاقته المتينة مع جورج بوش الإبن.
عمته العلوية فاطمة الخرسان، إحدى أشهر طبيبات النساء العراقيات في السبعينات، والتي أعدمها صدام حسين بتهمة الأشتراك في مؤامرة لقلب نظام الحكم، هي زوجة حسين الصدر عم مقتدى الصدر، ووالدة علي الصدر، ابن عم مقتدى وصديقه المقرب.
لعماد الخرسان أخوان، أحدهما مؤيد يسكن في الإمارات العربية المتحدة منذ الثمانينات وهو مقاول ورجل أعمال، تشارك مع أخيه عدي لتأسيس شركة طيران سميت عشتار، أنتهت أعمالها سريعاً.
وشقيقه الأكبر هو عدي الخرسان، من الضباط الطيارين العراقيين المعروفين الذي احيل على التقاعد في أوائل حرب العراق مع إيران ليتجه إلى الأعمال الحرة وهو والد رجل الأعمال حسنين الخرسان.
عماد الخرسان متزوج من السيدة ابتسام الحكيم التي تعيش في الولايات المتحدة منذ أربع عقود.

## مجلس إعمار العراق
يعتبر عماد الخرسان في وقت تسلمه لمهام رئيس مجلس إعمار العراق، همزة الوصل بين إدارة بريمر وبين المرجعية الدينية في النجف الأشرف، حيث كان مبعوث بريمر لمعرفة آراء المرجعية في المراحل المتعددة التي أعقبت إسقاط نظام صدام، ويقال أن الخرسان كان عراب ترشيح عدنان الزرفي، محافظ النجف السابق، لمنصبه وأحد أبرز داعميه.

## تعيينه أميناً عاماً لمجلس الوزراء
في 20 أكتوبر 2014 أعلن رئيس الوزراء العراقي حيدر العبادي تعيين عماد الخرسان أميناً عاماً لمجلس الوزراء، وتسريب رسالة لأبو مهدي المهندس يستجدي فيها حيدر العبادي دعم الحشد الشعبي بالموارد الضرورية لأدائه مهماته في مقارعة المجموعات التكفيرية المسلحة.
أهمية قرار التعيين أنه يحسم اصطفاف العبادي في لعبة المحاور الإقليمية، إلى جانب الولايات المتحدة، ويأتي في سياق تحضير الخرسان لتولي رئاسة الوزراء خلفاً للعبادي عندما يحين موعد مغادرته الحكم. من هنا يصبح من غير المستغرب وصف هذه الخطوة بأنها «إنقلاب» بدأ عملياً مع المؤامرة التي دبرت في ليل وأدت إلى إقصاء نوري المالكي من رئاسة الوزراء برعاية المرجعية وبدعم واشنطن. مؤامرة تواصلت في محاربة «الحشد الشعبي» وفصائل المقاومة والتضييق عليها بطرق وآليات مختلفة، بينها تقطير الدعم المالي والتسليحي لها. وأستكملت برزم ما عرف بالإصلاح السياسي التي أصدرها العبادي بقرارات منفردة وبدعم علني واضح من كل من بريطانيا والولايات المتحدة، وأيضاً بمباركة المرجعية. من دون أن ننسى طبعاً رفضه المطلق وتصديه لأي محاولة لتحرير غرب العراق من قبل «الحشد» بذريعة وجود خطوط حمراء أمريكية.
طبيعة الشخصية التي أختارها العبادي لأمانة مجلس الوزراء لا تترك مجالاً لأي التباس: عراقي نجفي الأصل، أمريكي الهوية والإنتماء، عمل مساعداً لشؤون إعادة الأعمار لجاي غارنر، الحاكم الأمريكي الأول لعراق ما بعد الإحتلال، قبل أن يكمل مسيرته مع خلفه بول بريمر. كان محط ثقة الأخير إلى الحد الذي أوكله فيه مهمة قناة التواصل بينه وبين مرجعية النجف.
بل إن توقيت القرار يحمل دلالات بالغة: في ظل أنقسام حاد حول الدور الروسي في العراق، بين طرف يضغط بقوة على العبادي للطلب من موسكو المشاركة في العمليات القتالية ضد "داعش"، في مقابل ضغوط أميركيّة تزداد حدة على رئيس الوزراء للتبرؤ من الحضور الروسي وتقديم ضمانات بالحؤول دون تجاوز دوره حدود التنسيق الأمني مع سلطات بغداد.
اللافت في القرار المذكور أنه يأتي أيضاً في ظل شائعات عن أنه واحد من رزمة تعيينات تشمل فريقاً من العراقيين الذين تدربوا على أيدي الأميركيين وعملوا في السنوات الأولى للأحتلال في فريق بريمر. من بينهم محمد البياتي مستشاراً أمنياً لرئيس الوزراء. وعدنان الزرفي، محافظ النجف السابق الذي أُقصي من منصبه بقرار قضائي بعد إدانته بالفساد، مديراً لإستخبارات وزارة الداخلية، وهو المنصب الذي شغله قبل سنوات سابقة. ومصطفى الكاظمي وكيلاً لوزير الداخلية. ولعل الأبرز من بين هؤلاء، جبار الجبوري، الذي عين رئيس لقوات تحرير الموصل من دون علم وزير الدفاع خالد العبيدي.